# جيري راش
جيري راش (بالإنجليزية: Jerry Rush)‏ هو لاعب كرة قدم أمريكية أمريكي، ولد في 7 أغسطس 1942 في بونتياك في الولايات المتحدة.

## وصلات خارجية
- جيري راش على موقع مرجع كرة القدم المحترفة.كوم (الإنجليزية)